# Neva Left
Neva Left é o décimo quinto álbum de estúdio do rapper americano Snoop Dogg. Foi lançado em 19 de maio de 2017 para download digital e 7 de julho de 2017 para compra em CD, pela Doggystyle Records e Empire Distribution. O álbum tem participação de vários rappers convidados, incluindo Redman, Method Man, B-Real e KRS-One, entre outros.

## Antecedentes
A data de lançamento e a capa do álbum foram reveladas em 24 de abril de 2017. A capa apresenta uma fotografia de Snoop Dogg em 1992, ao lado de uma placa de estrada da Route 187 da Califórnia.

## Desempenho comercial
Neva Left estreou na posição 54 na Billboard 200, a principal parada musical que ranqueia os álbuns mais populares da semana no Estados Unidos, vendendo o equivalente a 11 mil copias na sua semana de estréia.

## Lista de faixas
| N.º            | Título                                                                            | Duração |  |
| 1.             | "Neva Left"                                                                       | 5:06    |  |
| 2.             | "Moment I Feared" (com participação especial de Rick Rock)                        | 2:27    |  |
| 3.             | "Bacc in da Dayz" (com participação de Big Tray Deee)                             | 3:49    |  |
| 4.             | "Promise You This"                                                                | 2:53    |  |
| 5.             | "Trash Bags" (com participação de K Camp)                                         | 3:27    |  |
| 6.             | "Swivel" (com participação de Stresmatic)                                         | 4:16    |  |
| 7.             | "Go On" (com participação de October London)                                      | 3:10    |  |
| 8.             | "Big Mouth"                                                                       | 4:01    |  |
| 9.             | "Toss It" (com participação de Too $hort e Nef the Pharaoh)                       | 3:14    |  |
| 10.            | "420 (Blaze Up)" (com participação de Devin the Dude, Wiz Khalifa e DJ Battlecat) | 4:25    |  |
| 11.            | "Lavender (Nightfall Remix)" (com participação de BadBadNotGood e Kaytranada)     | 3:15    |  |
| 12.            | "Let Us Begin" (com participação de KRS-One)                                      | 3:42    |  |
| 13.            | "Mount Kushmore" (com participação de Method Man & Redman e B-Real)               | 3:48    |  |
| 14.            | "Vapors (DJ Battlecat Remix)" (com participação de Charlie Wilson e Teena Marie)  | 6:49    |  |
| 15.            | "I'm Still Here"                                                                  | 3:32    |  |
| 16.            | "Love Around the World" (com participação de Big Bub)                             | 3:23    |  |
| Duração total: | Duração total:                                                                    | 61:17   |  |

| Faixa bônus |              |         |  |
| N.º         | Título       | Duração |  |
| 17.         | "Transition" | 3:47    |  |

## Desempenho nas paradas musicais
| Gráficos (2017)                               | Melhor posição |
| --------------------------------------------- | -------------- |
| Austrália (ARIA)                              | 94             |
| Bélgica (Ultratop Flandres)                   | 78             |
| Bélgica (Ultratop Valônia)                    | 148            |
| Canadá (Billboard)                            | 39             |
| Estados Unidos (Billboard 200)                | 54             |
| Estados Unidos (Billboard Independent Albums) | 6              |
| Estados Unidos (Top R&B/Hip Hop Albums)       | 26             |
| França (SNEP)                                 | 96             |
| Nova Zelândia (RMNZ Heatseekers Albums)       | 4              |
| Países Baixos (Dutch Charts)                  | 51             |
| Reino Unido (UK R&B Albums Chart)             | 6              |